# Mark de Vries
Pour les articles homonymes, voir de Vries.
Mark de Vries est un footballeur néerlandais né le 24 septembre 1975 à Paramaribo. Il est attaquant.

## Biographie

### Carrière
- 1994-98 : FC Volendam  Pays-Bas
- 1998-99 : Chamois niortais FC  France
- 1999-02 : FC Dordrecht  Pays-Bas
- 2002-05 : Heart of Midlothian  Écosse
- 2005-06 : Leicester City  Angleterre
  - 2006-06 : SC Heerenveen  Pays-Bas (prêt)
  - 2006-07 : ADO La Haye  Pays-Bas (prêt)
  - 2007-08 : Leeds United  Angleterre (prêt)
- 2008-08 : Dundee United  Écosse
- 2008-12 : Cambuur Leeuwarden  Pays-Bas
- 2012-13 : ONS Sneek  Pays-Bas[1]

## Palmarès
Vierge